# Herschel-Medaille
Die Herschel-Medaille ist eine von der Royal Astronomical Society (RAS) verliehene Auszeichnung für hervorragende Leistungen in der beobachtenden Astrophysik. Sie wurde nach dem deutsch-britischen Astronom und Musiker Wilhelm Herschel (1738–1822) benannt, der gleichzeitig der erste Präsident der RAS war.
Von 1974 bis 2004 wurde die Herschel-Medaille nur alle drei Jahre vergeben. Ab 2004 wurde der Rhythmus auf zwei Jahre verkürzt und ab 2012 wird sie jährlich verliehen. Bislang wurde der Preis lediglich 1977 und 1986 geteilt und an zwei Preisträger vergeben. Die Medaille wurde 26 Mal an insgesamt 28 Personen (26 Männer, zwei Frauen) verliehen, die hauptsächlich aus Großbritannien stammen.
Die RS vergibt seit 2022 noch – gemeinsam mit der Astronomischen Gesellschaft – eine Caroline-Herschel-Medaille für herausragende Astronominnen, abwechselnd aus Deutschland und aus dem Vereinigten Königreich.

## Preisträger
- 1974: John Paul Wild
- 1977: Arno Penzias und Robert Woodrow Wilson
- 1980: Gérard-Henri de Vaucouleurs
- 1983: William Wilson Morgan
- 1986: Albert Boggess and Robert Wilson
- 1989: Jocelyn Bell Burnell
- 1992: Andrew Lyne
- 1995: George Isaak
- 1998: Gerry Neugebauer
- 2001: Patrick Thaddeus
- 2004: Keith Horne
- 2006: Govind Swarup
- 2008: Max Pettini
- 2010: James Hough
- 2012: Mike Irwin
- 2013: Michael Kramer
- 2014: Reinhard Genzel
- 2015: Stephen Eales
- 2016: James Dunlop
- 2017: Simon Lilly
- 2018: Tom Marsh
- 2019: Nial Tanvir
- 2020: Rob Fender
- 2021: Stephen Smartt
- 2022: Catherine Heymans
- 2023: Heino Falcke
- 2024: Roberta Humphreys
- 2025: Ian Smail[2]